# فال تخم‌مرغ

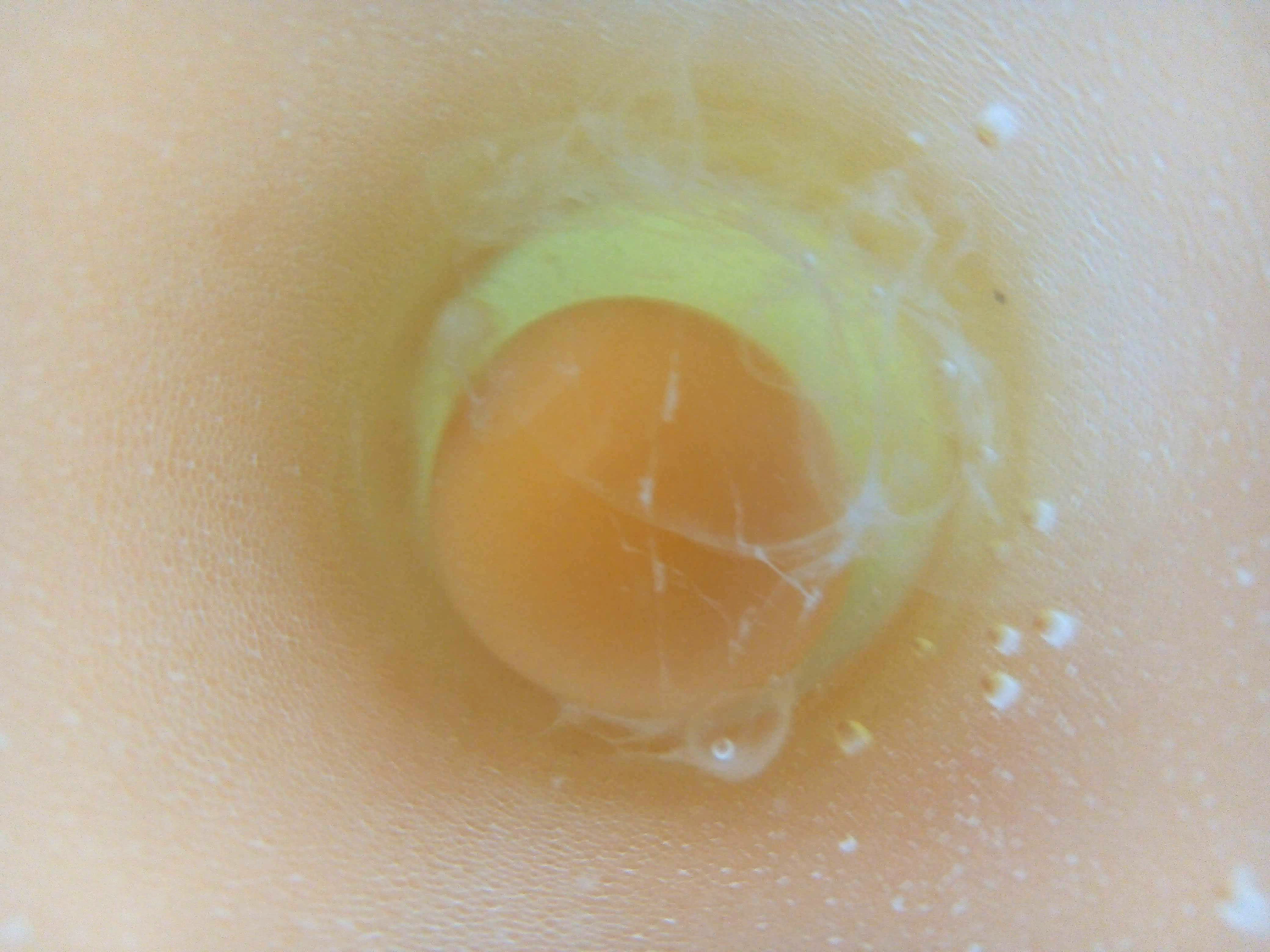
تخم‌مرغ بعد از پاک‌سازی

فال تخم‌مرغ (به انگلیسی: Oomancy) (یا به شکل ovomancy, ooscopy, oomancia, oomantia, ooscopia و ovamancy) به فال‌بینی یا پیش‌گویی با تخم‌مرغ اشاره دارد. روش‌های مختلفی برای انجام این کار وجود دارد، اما یک نمونه آن می‌تواند خوانش شفاهی (به عنوان مثال، دیدن با واسطه) اشکالی باشد که یک سفیده تخم‌مرغ جداشده وقتی در آب داغ ریخته می‌شود. این روش تا اندازه زیادی شبیه پیشگویی سرب مذاب است که به اشکال و اشکالی که سرب داغ در آنها جامد می‌شود، معنی می‌دهد.